# Nemoura pygmaea
Nemoura pygmaea är en bäcksländeart som beskrevs av Braasch och Joost 1972. Nemoura pygmaea ingår i släktet Nemoura och familjen kryssbäcksländor. Inga underarter finns listade i Catalogue of Life.